# 中国—赞比亚关系
中華人民共和國—贊比亞關係（英語：China–Zambia relations）是指中华人民共和国與非洲国家贊比亞的外交關係。现代赞比亚於1964年10月24日脱离英国独立后，中华人民共和国政府立即给予外交承认并于5天后与该国建交，从而令贊比亞成为南部非洲第一個與中華人民共和國建交的國家。

## 政治交流

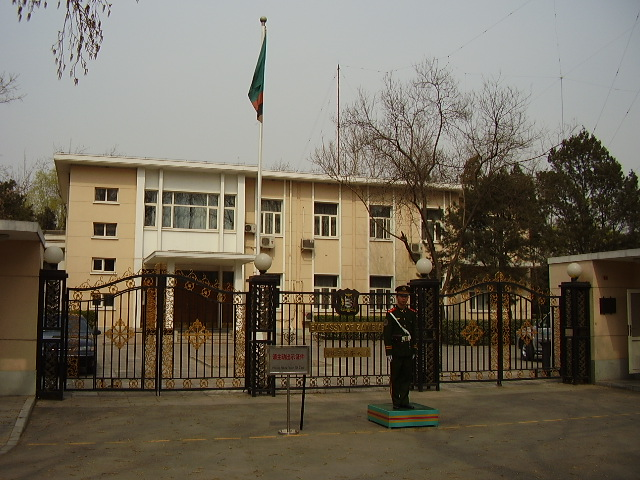
赞比亚驻华大使馆

在赞比亚独立前，中华人民共和国政府在道义上支持当地民众反抗大英帝国，建立独立的国家。赞比亚政治家肯尼思·卡翁達在成为该国首任总统前，也时常前往邻国坦桑尼亚与中国驻坦大使何英交流。
1964年10月24日，赞比亚脱离英国独立建国，中华人民共和国政府立即祝贺赞比亚独立，并宣布给予该国外交承认；中国政府还派遣何英出席了赞比亚的独立典礼；两国随即于当年10月29日建立大使级外交关系，中国亦于当年在赞比亚首都卢萨卡开设大使馆。不过，成为总统的卡翁達对共產主義持懷疑態度，并对该国与中国的接触保持慎重，因此没有立即在北京开设大使馆:593。南罗得西亚独立后，尚比亞的貿易渠道受到威胁，物资进出口困难，因此赞比亚便希望修建連接北方邻国坦桑尼亚的坦贊鐵路，并傾向尋求美国等国的帮助，但美國却提议改建连接两国的公路，并通过南非向赞比亚政府施压，以使赞比亚能接受美国的要求:594；最终，卡翁达接受了坦桑尼亚总统尼雷尔的建议，决定寻求中国的援助，并派出副总统卡曼加就修筑坦赞铁路一事进行商谈，卡曼加访华期间，中国政府也向他承诺在修筑铁路事宜上会给予赞比亚及坦桑尼亚援助:595-596。
1967年6月下旬，卡翁達亲自访华，并就坦赞铁路事宜与中国总理周恩来等人初步交換了意見，此次訪華後，卡翁達不再反對中國介入該鐵路的興建:98，同年9月5日，赞比亚、坦桑尼亚与中国三国代表在北京签署协定，后者同意帮助坦桑尼亚及赞比亚两国修筑铁路，打消了卡翁达对中国的疑虑:100。此后双边关系友好顺利发展，赞比亚也从1969年开始向中国派遣大使；1971年10月25日，在第26屆聯合國大會上，赞比亚等23國还发起了「恢復中華人民共和國在聯合國的合法權利」議案，并最终通过，中華人民共和國也得以加入聯合國。而中国援建的坦赞铁路也最终于1975年通车，极大地便利了赞比亚物资的进出口；在1967年以后，卡翁達在任内还曾三度访华，并称中国为“可信赖的全天候朋友”；因为对中非关系的发展做出贡献，卡翁达更于2009年11月被中国—非洲人民友好协会评为“感动中国的五位非洲人”之一。
卡翁达卸任后，历代赞比亚总统大多也坚持了卡翁达时期的对华友好的政策，多次在国际上支持中国；而中国国家主席胡锦涛更于2007年2月首次访问赞比亚，以期加强与该国的双边关系。
2023年9月15日，兩國宣布将中赞关系提升为全面战略合作伙伴关系。

## 經貿關係

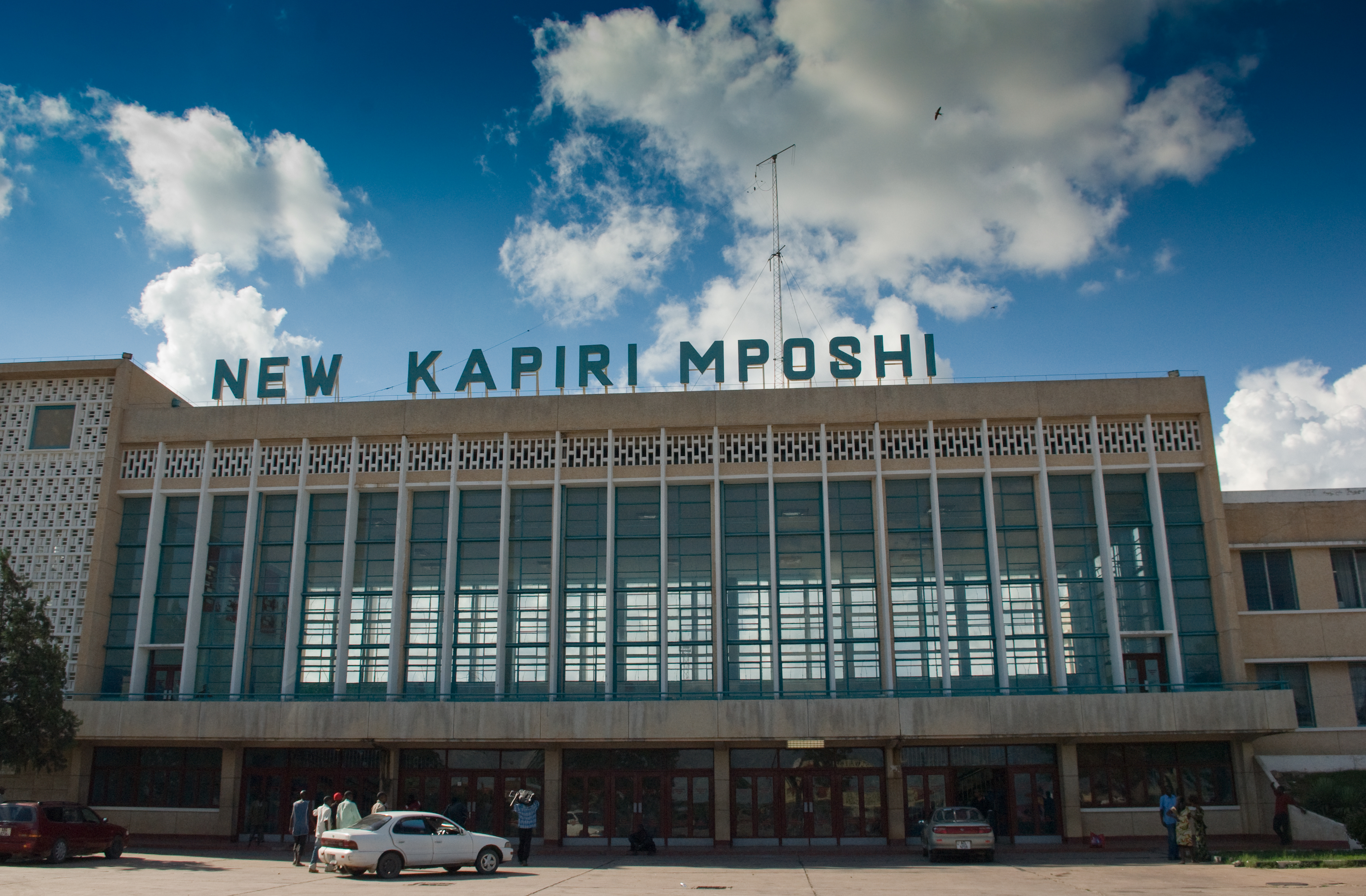
坦赞铁路上的新卡皮里姆波希站

赞比亚位在非洲中南部的铜带上，拥有丰富的铜矿资源，因此铜矿产品也是该国对中国的主要出口商品；2005年1月1日起，中国政府开始对赞比亚对华出口的部分产品给予免关税待遇，促进了赞比亚产品的出口。2021年，中国为赞比亚第二大进出口贸易伙伴，双边货物贸易额达到51.56亿美元，同比2020年增长了23.1%；其中，赞比亚主要对华输出铜矿，而中国则主要向赞比亚出口半挂拖车、橡胶等产品。
自1967年坦赞铁路动工修筑以来，中国对赞比亚进行了长期经济技术合作，还帮助该国投资兴建了姆瓦纳瓦萨医院、卢萨卡国际机场、土塔大桥等多个基础设施建设项目；其中坦赞铁路更被视为中非合作的典范。在1991年经济改革后，赞比亚开始吸引中国企业的投资，现今中资企业主要在当地投资采矿产业，也投资农业及餐旅服务业，2007年2月，赞比亚中国经贸合作区在卢萨卡及谦比希成立，为中华人民共和国在非洲的第一个境外经贸合作区，也是后者的第一个多功能经济区；赞比亚政府也藉由中资企业在当地的投资，从中国获得了巨额贷款，但这些企業在當地的投資活動對赞比亚帶來的負面效應也受到了當地民众的詬病，甚至曾多次引发与当地人之间的冲突。

## 人文交流
1966年，中国与赞比亚两国政府签署了文化协定，并于1980年签署第二份文化合作协定，为两国深化人文往来提供了法理依據。在文教领域，中国政府向赞比亚提供高等學校獎學金名額，为赞比亚培养了数千名合格人才，其中也不乏服务该国军队及坦赞铁路运输产业的学生；中国河北经贸大学还与赞比亚大学合作建成了赞比亚大学孔子学院，并在赞比亚全国诸省皆设有教学点，可以為該國學生提供漢語教育。而描绘赞比亚莫西奥图尼亚瀑布美景及中国—赞比亚友好关系的文学作品《卖木雕的少年》则被中国人民教育出版社選為该国小学語文教材三年級下冊的必修課文。